# Julia Leitinger
Julia Leitinger (geb. Schwaiger; * 21. Jänner 1996 in Zell am See, Salzburg) ist eine österreichische Biathletin. Sie wurde 2014 Jugendweltmeisterin und startet seit 2015 im Weltcup. 2022 nahm sie an den Olympischen Spielen teil.

## Sportliche Laufbahn
Julia Leitinger fing im Alter von sieben Jahren mit Biathlon an. Ihr internationales Debüt gab sie bei den Jugendweltmeisterschaften 2013 im österreichischen Obertilliach. Bereits ein Jahr später gehörte sie bei den Jugendweltmeisterschaften in Presque Isle, Maine zu den erfolgreichsten Athletinnen und gewann Gold im Einzelwettkampf sowie Bronze mit Susanna Kurzthaler und Simone Kupfner in der österreichischen Damenstaffel. 2015 und 2016 gewann sie insgesamt vier weitere Medaillen. Ihr Debüt im IBU-Cup der Senioren gab sie bereits im März 2014 und gewann in Martell als 37. des Sprints sofort Ranglistenpunkte. Nach der guten Saison 2014/15, in der Leitinger im IBU-Cup startete und mehrere Top-30-Resultate erzielte, gab sie im Rahmen der Weltmeisterschaften 2015 im finnischen Kontiolahti ihr Weltcupdebüt. Mit einem 54. Platz im Einzelwettkampf und einem 95. Platz im Sprint verfehlte sie sowohl die Punkteränge als auch die Qualifikation für das Verfolgungsrennen. Im Winter 2015/16 bekam sie in Hochfilzen einen weiteren Weltcupeinsatz, zudem ging es im IBU-Cup am Arber mit der Mixedstaffel auf Rang 8. Im Februar 2016 erreichte die Österreicherin in Osrblie schließlich hinter Marine Bolliet und Anastassija Sagoruiko ihren ersten Podestplatz im IBU-Cup. Somit wurde sie erneut für die Weltmeisterschaften nominiert und beendete das Einzelrennen auf Platz 50 sowie die Staffel – gemeinsam mit Lisa Hauser, Dunja Zdouc und Susanne Hoffmann – auf Platz 12.
Zu Beginn des Winters 2016/17 gewann Leitinger als 27. des Einzels von Östersund ihre ersten Weltcuppunkte. Ihre letzte Junioren-WM endete mit der Silbermedaille im Einzel erfolgreich, bei den Weltmeisterschaften hingegen wurde sie nur in der Staffel eingesetzt und dort wegen eines Nachladefehlers disqualifiziert. Am Saisonende stand sie in Otepää erneut auf einem Podestplatz im IBU-Cup und verbesserte in Oslo ihr Topergebnis im Weltcup mit Rang 14 im Sprint deutlich. Den Folgewinter bestritt die Österreicherin nahezu vollständig im IBU-Cup und zeigte besonders am Saisonende ihr Können, so lief sie in Uwat zweimal in die Top 10 und sicherte sich im Sprint von Chanty-Mansijsk dank fehlerfreiem Schießen ihren ersten IBU-Cup-Sieg. In der Saison 2018/19 war Leitinger erstmals komplett im Weltcup unterwegs. Dabei lief sie insgesamt sieben Mal in die Punkteränge der besten 40, lief mit dem zehnten Platz beim Kurzeinzel von Canmore erstmals in die Top Ten auf Weltcupebene und lief an der Seite von Christina Rieder, Simone Kupfner und Lisa Hauser, ebenfalls in Canmore, mit Rang 6 zum besten österreichischen Damenstaffelresultat der Geschichte. Ihr bestes Individualresultat im Winter 2019/20 wurde ein 19. Rang im Einzelwettkampf auf der Pokljuka, trotzdem agierte sie insgesamt weniger konstant als im Vorjahr und schloss die Saison als Weltranglisten-62. ab.
Mit dem Trainerwechsel auf Gerald Hönig in der Vorbereitung auf die Saison 2020/21 steigerte sich das gesamte österreichische Damenteam. Mit insgesamt sechs Top-20-Platzierungen, darunter zwei neunte Ränge in den Sprintrennen von Oberhof und Nové Město na Moravě sowie Platz 10 im Einzel der Weltmeisterschaften setzte Leitinger gleich mehrere Bestmarken. Weiterhin lief sie mit der Staffel sechsmal unter die besten Zehn, erreichte in Oberhof ihren ersten Massenstart und schloss den Winter als drittbeste Österreicherin auf Rang 32 der Gesamtwertung ab. Deutlich enttäuschender verlief hingegen der Folgewinter. Bis zum Saisonhöhepunkt erreichte Leitinger nur einmal die Top 40, wurde aber trotzdem für die Olympischen Spiele von Peking nominiert, wo sie die Individualbewerbe und die Mixedstaffel bestritt. In der Saison 2022/23 wurde sie schließlich nach erneut durchschnittlichen Leistungen nach dem Jahreswechsel in den IBU-Cup versetzt und nahm nicht an den Weltmeisterschaften teil. Trotzdem bestritt sie als Ersatz für Lisa Hauser das Staffelrennen in Antholz und lief mit Dunja Zdouc, Anna Gandler und Anna Juppe auf den fünften Rang und damit zu einer weiteren Verbesserung der besten Platzierung einer österreichischen Frauenstaffel.

## Leistung in den Teildisziplinen
Leitingers Stärke am Schießstand liegt in erster Linie im liegenden Anschlag, welcher seit dem Winter 2017/18 konstant über der 85-%-Marke liegt. Das Stehendschießen hingegen liegt mit einem Durchschnitt von gut 79 % über die Karriere gesehen eher im hinteren Mittelfeld. In der Loipe liegt die Österreicherin im Großteil ihrer Laufbahn etwa einen Prozentpunkt unter dem Mittelwert, einzig in ihrem besten Winter war sie etwa 0,5 % schneller als der Durchschnitt.

## Persönliches
Julia Leitinger stammt aus Saalfelden und ist Mitglied des örtlichen Heeressportvereins. Sie ist die Tochter des alpinen Skitrainers Christian Schwaiger. Als Heeressportlerin, und somit Teil des Heeressportzentrums des Österreichischen Bundesheers, trägt sie derzeit den Dienstgrad Korporal. Julia Schwaiger ist seit September 2024 mit ihrem ehemaligen Teamkollegen Bernhard Leitinger verheiratet und nahm dessen Nachnamen an.

## Statistiken

### Weltcupplatzierungen
Die Tabelle zeigt alle Platzierungen (je nach Austragungsjahr einschließlich Olympische Spiele und Weltmeisterschaften).
- 1.–3. Platz: Anzahl der Podiumsplatzierungen
- Top 10: Anzahl der Platzierungen unter den ersten zehn (einschließlich Podium)
- Punkteränge: Anzahl der Platzierungen innerhalb der Punkteränge (einschließlich Podium und Top 10)
- Starts: Anzahl gelaufener Rennen in der jeweiligen Disziplin
- Staffel: inklusive Mixed- und Single-Mixed-Staffeln

| Platzierung               | Einzel | Sprint | Verfolgung | Massenstart | Staffel | Gesamt |
| ------------------------- | ------ | ------ | ---------- | ----------- | ------- | ------ |
| 1. Platz                  |        |        |            |             |         |        |
| 2. Platz                  |        |        |            |             |         |        |
| 3. Platz                  |        |        |            |             |         |        |
| Top 10                    | 2      | 2      |            |             | 19      | 23     |
| Punkteränge               | 8      | 10     | 14         | 1           | 33      | 66     |
| Starts                    | 16     | 43     | 21         | 1           | 34      | 115    |
| Stand: Saisonende 2022/23 |        |        |            |             |         |        |

### Olympische Winterspiele
Ergebnisse bei Olympischen Winterspielen:
|                                        | Einzelwettbewerbe | Einzelwettbewerbe | Einzelwettbewerbe | Einzelwettbewerbe | Staffelwettbewerbe | Staffelwettbewerbe |
| Einzel                                 | Sprint            | Verfolgung        | Massenstart       | Damenstaffel      | Mixedstaffel       |                    |
| -------------------------------------- | ----------------- | ----------------- | ----------------- | ----------------- | ------------------ | ------------------ |
| Olympische Winterspiele 2022 \| Peking | 31.               | 45.               | 44.               | –                 | –                  | 10.                |

### Biathlon-Weltmeisterschaften
Ergebnisse bei den Weltmeisterschaften:
| Weltmeisterschaften | Weltmeisterschaften | Einzelwettbewerbe | Einzelwettbewerbe | Einzelwettbewerbe | Einzelwettbewerbe | Staffelwettbewerbe | Staffelwettbewerbe | Staffelwettbewerbe |
| Jahr                | Ort                 | Einzel            | Sprint            | Verfolgung        | Massenstart       | Damenstaffel       | Mixedstaffel       | S.-M.-Staffel      |
| ------------------- | ------------------- | ----------------- | ----------------- | ----------------- | ----------------- | ------------------ | ------------------ | ------------------ |
| 2015                | Kontiolahti         | 54.               | 94.               | –                 | –                 | –                  | –                  | nicht ausgetragen  |
| 2016                | Oslo                | 50.               | –                 | –                 | –                 | 12.                | –                  | nicht ausgetragen  |
| 2017                | Hochfilzen          | –                 | –                 | –                 | –                 | DSQ                | –                  | nicht ausgetragen  |
| 2019                | Östersund           | 57.               | 55.               | 47.               | –                 | 16.                | –                  | –                  |
| 2020                | Antholz             | 54.               | –                 | –                 | –                 | 12.                | –                  | –                  |
| 2021                | Pokljuka            | 10.               | 63.               | –                 | –                 | 7.                 | –                  | –                  |

### Juniorenweltmeisterschaften
Ergebnisse bei den Juniorenweltmeisterschaften:
| Weltmeisterschaften | Weltmeisterschaften | Einzel | Sprint | Verfolgung | Staffel |
| Jahr                | Ort                 | Einzel | Sprint | Verfolgung | Staffel |
| ------------------- | ------------------- | ------ | ------ | ---------- | ------- |
| 2013                | Obertilliach        | –      | 30.    | 40.        | –       |
| 2014                | Presque Isle        | 1.     | 10.    | 6.         | 3.      |
| 2015                | Minsk               | 31.    | 2.     | 2.         | 4.      |
| 2016                | Cheile Grădiștei    | 3.     | 13.    | 12.        | 3.      |
| 2017                | Osrblie             | 2.     | 10.    | 12.        | 4.      |

### IBU-Cup-Siege
| Nr. | Datum         | Ort             | Disziplin |
| --- | ------------- | --------------- | --------- |
| 1.  | 16. März 2018 | Chanty-Mansijsk | Sprint    |